# Vrbičský potok
Vrbičský potok je malý vodní tok v okresech Karlovy Vary a Louny. Je dlouhý 5,2 km, plocha jeho povodí měří 11 km² a průměrný průtok v ústí je 0,04 m³/s.

## Průběh toku
Potok pramení v Doupovských horách v katastrálním území Valeč u Hradiště poblíž hranice Vojenského újezdu Hradiště asi jeden kilometr severozápadně od hájovny Ořkov v nadmořské výšce 585 metrů. Vytéká z malého rybníka a pokračuje směrem na jihovýchod k Ořkovu, u kterého vtéká do Ústeckého kraje. Pod Ořkovem obtéká ostroh se zříceninou tvrze nebo hradu Lina. Na západním okraji Vrbičky opouští Doupovské hory a vtéká do Rakovnické pahorkatiny. Jihovýchodně od Vrbičky míjí Skytalský vrch, na jehož úpatí napájí Skytalskou nádrž o rozloze 0,67 ha. Mezi Mlýnci a Vesci se v nadmořské výšce 385 metrů vlévá zleva do Mlýneckého potoka.